# Karl Jelinek (Widerstandskämpfer)
Karl Jelinek (10. September 1896 in Wien – 19. November 1943 ebenda) war ein österreichischer Eisendreher und Widerstandskämpfer gegen das NS-Regime. Er wurde von der NS-Justiz zum Tode verurteilt und im Wiener Landesgericht geköpft.

## Leben
Jelinek war Eisendreher im Gaswerk Simmering und Funktionär der KPÖ. Er wurde am 3. Februar 1943 festgenommen, am 1. Oktober desselben Jahres wegen „Vorbereitung zum Hochverrat“ vom Volksgerichtshof zum Tode verurteilt und am 19. November hingerichtet.

## Gedenken
Sein Name findet sich auf der Gedenktafel im ehemaligen Hinrichtungsraum des Wiener Landesgerichts.

## Nachweise
1. ↑  Nachkriegsjustiz, abgerufen am 10. Februar 2015

| Personendaten    | Personendaten                                                                     |
| ---------------- | --------------------------------------------------------------------------------- |
| NAME             | Jelinek, Karl                                                                     |
| KURZBESCHREIBUNG | österreichischer Eisendreher und Widerstandskämpfer gegen den Nationalsozialismus |
| GEBURTSDATUM     | 10. September 1896                                                                |
| GEBURTSORT       | Wien                                                                              |
| STERBEDATUM      | 19. November 1943                                                                 |
| STERBEORT        | Wien                                                                              |